# مركز تنسيق الإنقاذ البحري في مومباي
مركز تنسيق الإنقاذ البحري في مومباي مسؤول عن تنسيق عمليات الإنقاذ البحري والجوي في مومباي ومنطقة واسعة من بحر العرب بالإضافة إلى المياه الإقليمية لمومباي .   وهو يعمل تحت إمرة خفر السواحل الهندي. 

## عمليات
في مساء يوم 12 يناير 2012، كانت السفينة عمريت كور في مهمة تدريبية غرب أرخبيل لكشديب. تم تنبيهها من قبل المركز حول نشاط القراصنة الصوماليين في المنطقة الواقعة إلى الغرب. تتبعت السفينة تير زورق القراصنة إلى سفينة صيد تايلاندية مختطفة تستخدم كسفينة أم للقراصنة.
عند تلقي نداء استغاثة من خيوس، وهي ناقلة نفط خام ترفع علم اليونان،  طاردها قراصنة مدججون بالسلاح على بعد حوالي 82 ميلًا بحريًا غرب لكشديب. تبنت الناقلة، وهي في طريقها من سنغافورة إلى اليمن، أفضل الممارسات الإدارية ومناورات مراوغة لتفادي الزورق. في هذه الأثناء، رصدت طائرة استطلاع بحرية مسلحة من طراز دورنييه انطلقت من المحطة الجوية البحرية في القيادة البحرية الجنوبية الزورق حوالي الساعة 8 مساءً يوم السبت ونقلت إحداثيات الموقع إلى السفينة تير والتي كانت تعمل على مقربة.
كانت هناك العديد من حالات القرصنة في بحر العرب. 